# Carta da Organização dos Estados Americanos
A Carta da Organização dos Estados Americanos é um tratado interamericano que cria a Organização dos Estados Americanos. Foi celebrada na IX Conferência Internacional Americana de 30 de abril de 1948, ocorrida em Bogotá. Entrou em vigência a 13 de dezembro de 1951.
Foi reformada pelos seguintes protocolos:
- de Buenos Aires (27 de fevereiro de 1967)
- de Cartagena das Índias (5 de dezembro de 1985)
- de Washington (14 de dezembro de 1992
- de Manágua (10 de junho de 1993)

Segundo o ano de ingresso e ordem alfabética, estes são os Estados americanos que fazem parte da OEA:
- Argentina (1948)
- Bolívia (1948)
- Brasil (1948)
- Chile (1948)
- Colômbia (1948)
- Costa Rica (1948)
- Cuba (1948) - (Por resolução da Oitava Reunião de Consulta de Ministros das Relações Exteriores - 1962 - o atual governo de Cuba está excluído de participar da OEA.
- Equador (1948)
- El Salvador (1948)
- Estados Unidos da América (1948)
- Guatemala (1948)
- Haiti (1948)
- Honduras (1948)
- México (1948)
- Nicarágua (1948)
- Panamá (1948)
- Paraguai (1948)
- Peru (1948)
- República Dominicana (1948)
- Uruguai (1948)
- Venezuela (1948)
- Antígua e Barbuda (1967)
- Barbados (1967)
- Trinidad e Tobago (1967)
- Jamaica (1969)
- Granada (1975)
- Suriname (1977)
- Dominica (1979)
- Santa Lúcia (1979)
- São Vicente e Granadinas (1981)
- Bahamas (1982)
- São Cristóvão e Nevis (1984)
- Canadá (1990)
- Belize (1991)
- Guiana (1991)